# Черна служба
„Черна служба“ (на английски: Black Mass) е американски криминален биографичен филм от 2015 година на режисьора Скот Купър по сценарий на Джез Бътъруърт и Марк Малук.
Сюжетът е базиран на едноименната книга на Дик Лер и Джерард О'Нийл, която описва живота на бостънския гангстер Уайти Бълджър (р. 1929). Във филма той се среща със свой приятел от детинство, вече служител на Федералното бюро за разследване, и става негов информатор, за да унищожи съперническа мафиотска фамилия. Главните роли се изпълняват от Джони Деп, Джоуел Едгъртън, Бенедикт Къмбърбач, Рори Кокрейн.